# 霍尔登氏法则
霍尔登氏法则（英語：Haldane's rule），是一个群体遗传学性別決定法則，由约翰·伯顿·桑德森·霍尔丹（J.B.S.Haldane）在1922年首次提出。霍尔登氏法则说的是，當近缘物种或半种杂交後，如果产生的子一代（F1）只有一个性別为杂种不育（hybrid sterility）或杂种不活（hybrid inviability）时，这个性別通常是异配性別。原话是：“When in the offspring of two different animal races one sex is absent, rare, or sterile, that sex is the heterozygous [heterogametic] sex.”。
霍尔登氏法则普遍适用于有性生殖的生物。如异配性別为雄性的哺乳类、果蝇和线虫（性染色体为XY），或异配性別为雌性的鸟类和蝴蝶（性染色体为ZW）。有两性分化的植物，如白杨，也遵循此法则。